# La Macarulla
La Macarulla és una muntanya de 565 metres que es troba al municipi de la Pobla de Claramunt, a la comarca de l'Anoia.